# Argyroúpoli (Attique)
Pour les articles homonymes, voir Argyroúpoli.
Argyroúpoli (grec moderne : Αργυρούπολη) est un ancien dème et une ville de la banlieue d'Athènes, en Grèce. Depuis le programme Kallikratis (2011) elle fait partie du dème (municipalité) d'Ellinikó-Argyroúpoli, dont elle constitue un district municipal.
Selon le recensement de 2011, la population du dème s'élève à 51 356 habitants tandis que celle de la ville compte 34 097 habitants.

## Transport
Elle dispose de la station Argyroúpoli sur la ligne 2 du métro d'Athènes.

## Climat
Argyroúpoli a une température moyenne annuelle de 18,2 °C et reçoit 364,8 mm de précipitations par an. Son climat est considéré semi-aride avec de fortes influences méditerranéennes et un ciel ensoleillé toute l'année.
| Mois                              | jan. | fév. | mars | avril | mai  | juin | jui. | août | sep. | oct. | nov. | déc. |
| --------------------------------- | ---- | ---- | ---- | ----- | ---- | ---- | ---- | ---- | ---- | ---- | ---- | ---- |
| Température minimale moyenne (°C) | 7    | 7,1  | 8,4  | 11,4  | 15,8 | 20,1 | 22,8 | 22,8 | 19,6 | 15,6 | 12   | 8,8  |
| Température maximale moyenne (°C) | 13,6 | 14,1 | 15,7 | 19,4  | 24,1 | 28,7 | 31,8 | 31,7 | 28,2 | 23,2 | 18,8 | 15,2 |
| Précipitations (mm)               | 48,3 | 40,9 | 39,7 | 26    | 15,2 | 5,6  | 5,2  | 7    | 9,6  | 47,8 | 55,4 | 64,1 |

## Jumelages
- Castanet-Tolosan (France) depuis 1990